# Макрин дом
Макрин дом или Дом српске ратне сирочади (рум. Casa cu Atlanți) је зграда у средишту града Темишвара. Налази се на углу Трга Слободе и улице Алба Јулија. Зграда је сазидана 1812. године у стилу неокласицизма. Реконструкцију 1900. године урадио је архитекта Липот Баумхорн.

## Историјат
Кућа је изграђена за угледног темишварског трговца Тому Макрија (рум. Toma Naum Makri (1791 – 1849)). Била је то најамна зграда са 40 просторија. Кућу је наследила Персида Стојковић Макри, ћерка  Томе Макрија, која је била удата за Србина. Премда нису имали деце, Персида је свој велелепни дом оставила Епархији темишварској српске православне цркве с тим да у исти буду смештена деца Банатских Срба који си изгинули у Првом светском рату.
Задужбина Макре Стојковић, је двоспратна кућа са двориштем од око 2.200 квадратних метара земљишта који се налазе у најужем центру Темишвара.

## Приватизација и судски спор
Након пада комунизма у Румунији, 1989. године, почела је приватизација и продаја покретне и непокретне имовине, тако је и Макрин дом у насилној приватизацији, незаконитио продат 1996. године.
Уз свесрдну помоћ Српске православне црквене општине Темишвар-варош од 1994. године води се парница на Општинском суду у Темишвару како би се Макрин дом вратио под окриље СПЦ-а и био на располагању српској мањини у Румунији.

## Галерија фотографија
- Плоча на улазу у Макрину кућу
- Укопани турски топови на улазу у кућу
- Детаљ са фасаде